# Alpine Skiweltmeisterschaften 1997
Die 34. Alpinen Skiweltmeisterschaften fanden vom 3. bis 15. Februar 1997 im italienischen Wintersportort Sestriere statt.

## Vergabe
Die Vergabe war am 12. Juni 1992 beim 38. FIS-Kongress in Budapest durchgeführt worden.

## Eröffnung
Die Eröffnung fand am 2. Februar 1997 ab 19 Uhr statt; Ministerpräsident Romano Prodi nahm diese vor. Fahnenträger der Österreicher war der regierende Abfahrtsweltmeister Patrick Ortlieb.

## Geldfragen
Die Verantwortlichen für die bevorstehenden Weltmeisterschaften hatten schon am 25. Januar 1996 zu einer Pressekonferenz geladen, zu der hochrangige Politiker erschienen waren. Nebst infrastrukturellen Maßnahmen, darunter eine 20 km lange Autobahn von Turin zum Veranstaltungsort, gab es außerdem noch einen staatlichen Zuschuss von 21 Mia. Lire (ca. 1,93 Mio. DM/1,69 Mio. CHFr). Dank des Fiat-Konzerns mit Inhaber Giovanni Agnelli wurden pro Herrenbewerb 98.000 US$ und pro Damenbewerb 48.000 US$ als Preisgelder angekündigt.

## Dies und das
- In Sestriere hatte es ein 15-tägiges Fahrverbot für alle Privatfahrzeuge gegeben. Es waren 800 Mio. Lire (857.000 DM/750.000 CHFr) bei 85.000 zahlenden Besuchern eingenommen. Akkreditiert waren 180 FIS-Funktionäre, 1142 Sportler und Trainer, 1454 Medienvertreter, 3289 Vertreter vom OK, 1450 Beobachter und 138 Angestellte – und es wurden 9774 Tages-Akkreditierungen ausgegeben.[5]
- Es hatten 470 Läufer aus 59 Ländern genannt, wobei Algerien für die Auslosung zum Herren-Super-G fünf Fahrer erkoren hatte und erst von FIS-Renndirektor Günter Hujara darüber aufgeklärt werden musste, dass das Kontingent pro Nation lediglich vier Mann beträgt, was nichts mit politischen Vorurteilen zu tun habe.
- Bei der Eröffnungsfeier schien die Anwesenheit der Sportler ein störendes Beiwerk zu sein. Während die ÖSV-Delegation gar nicht in das Skistadion vorgelassen worden war, wurde Fahnenträger Ortlieb sofort nach seinem Einmarsch die Fahne abgenommen und er hinauskomplimentiert. Der Eröffnungsrede von Premier Prodi wurde durch ein minutenlanges Pfeifkonzert unterbrochen, was an den von ihm Tage zuvor angekündigten Steuererhöhungen gelegen hatte.[6]

## Programm
Herren:

3. Februar 13 h Super-G

6. Februar Kombination 12 h Abfahrt/18 und 21 h Slalom:

8. Februar 13 h Abfahrt

12. Februar 10 und 13 h Riesenslalom

15. Februar 18 und 21 h Slalom
Damen:

5. Februar 18 und 21 h Slalom

9. Februar 10 und 13 h Riesenslalom

11. Februar 13 h Super-G

13. Februar Kombination: 12 h Abfahrt/18 und 21 h Slalom

15. Februar 13 h Abfahrt
Es gab an der Planung Kritik, da in der ersten Woche nur ein Damenbewerb auszutragen war – dies führte auch wegen der Programmfülle in der zweiten Woche zu einer geringeren Zahl an Nennungen für die Kombination. Letztlich wurde (ungewollt) der Abschlusstag (15. Februar) zu einem „Super-Samstag“ mit drei Entscheidungen: Damen-Abfahrt, Damen-Kombination und Herren-Slalom, denn die Kombinationsabfahrt der Damen hatte wegen Windstürmen und Neuschnees weder am 13. Februar (dies trotz einer Stunde Wartezeit, bei der aber bereits nach 35 Minuten die Verantwortlichen erkannt hatten, dass „für heute Schluss ist“) noch am 14. Februar (geplante Startzeit 10 h) nicht stattfinden können und konnte erst mit zweitägiger Verspätung gefahren werden, womit eine Vorverlegung der Spezialabfahrt bewirkt worden war.

## Erwähnenswertes
- Es gab drei erfolgreiche Titelverteidigungen, wobei dies im Super-G sowohl bei den Damen als auch den Herren gelang.
- Marc Girardelli war zwar zu den Weltmeisterschaften angereist, nahm aber nicht teil. Vielmehr gab er am 10. Februar im Hotel »Il principe« seinen Rücktritt vom Rennsport bekannt.
- Die TV- und Werberechte wurden von den Organisatoren um ca. 47,1 Mio. DM (41,2 CHFr/330 Mio. S) verkauft.[7]

## Männer

### Abfahrt
| Platz | Land | Sportler           | Zeit        |
| ----- | ---- | ------------------ | ----------- |
| 1     | SUI  | Bruno Kernen       | 1:51,11 min |
| 2     | NOR  | Lasse Kjus         | 1:51,18 min |
| 3     | ITA  | Kristian Ghedina   | 1:51,46 min |
| 4     | AUT  | Fritz Strobl       | 1:51,47 min |
| 5     | AUT  | Andreas Schifferer | 1:51,89 min |
| 6     | SUI  | Franco Cavegn      | 1:52,02 min |
| 7     | ITA  | Pietro Vitalini    | 1:52,04 min |
| 8     | AUT  | Patrick Ortlieb    | 1:52,25 min |
| -     | -    | -                  | -           |
| 13    | SUI  | William Besse      | 1:52,86 min |
| 17    | GER  | Stefan Krauß       | 1:53,22 min |
| 20    | SUI  | Markus Hermann     | 1:53,60 min |
| 24    | LIE  | Jürgen Hasler      | 1:53,77 min |

Titelverteidiger: Patrick Ortlieb (AUT)

Datum: 8. Februar, 13:00 Uhr

Piste: „Kandahar Banchetta G. Nasi“

Start 2800 m, Ziel 1886 m; Länge: 3299 m, Höhenunterschied: 914 m

40 Tore – Kurssetzer: Sepp Messner (FIS)
Am Start waren 52 Läufer, 46 von ihnen erreichten das Ziel.
Die Österreicher galten, auch auf Grund der Trainingsleistungen (immer wieder Bestzeiten von Fritz Strobl), als die großen Favoriten; in Statements gaben internationale Experten zum Ausdruck, dass es eher einen Dreifach-Sieg für Österreich als keine Medaille geben würde. Letztlich versäumte Fritz Strobl zwar die Medaille um eine Hundertstelsekunde, jedoch wurde das Resultat in den österreichischen Zeitungen als „Debakel“ bezeichnet. Vor allem die letzte große Kurve vor dem Ziel, bekannt als „Aqua Minerale“, wurde fast allen ÖSV-Läufern zum Verhängnis; dort stürzten Werner Franz (Nr. 8) und Josef Strobl (Nr. 12), und Fritz Strobl (Nr. 11) verlor entscheidende Zeit. Der eigentliche Saisondominator war aber Luc Alphand (Nr. 10) gewesen, der bereits im oberen Streckenteil stürzte.

Von den Top-Läufern hatte Ghedina (Nr. 9) die Führung übernommen, Kernen (Nr. 14) war um einiges schneller und letztlich konnte Kjus (Nr. 18) noch Silber gewinnen.
Ausgeschieden u. a.: Luc Alphand (FRA), Werner Franz (AUT), Josef Strobl (AUT)

### Super-G
| Platz | Land | Sportler               | Zeit        |
| ----- | ---- | ---------------------- | ----------- |
| 1     | NOR  | Atle Skårdal           | 1:29,68 min |
| 2     | NOR  | Lasse Kjus             | 1:29,89 min |
| 3     | AUT  | Günther Mader          | 1:30,01 min |
| 4     | AUT  | Hans Knauß             | 1:30,07 min |
| 5     | AUT  | Josef Strobl           | 1:30,19 min |
| 6     | ITA  | Luca Cattaneo          | 1:30,29 min |
| 7     | ITA  | Kristian Ghedina       | 1:30,32 min |
| 8     | NOR  | Kjetil André Aamodt    | 1:30,38 min |
| -     | -    | -                      | -           |
| 10    | AUT  | Christian Mayer        | 1:30,77 min |
| 11    | GER  | Stefan Krauß           | 1:30,80 min |
| 14    | SUI  | Bruno Kernen           | 1:30,95 min |
| 17    | SUI  | Franco Cavegn          | 1:31,17 min |
| 20    | SUI  | William Besse          | 1:31,45 min |
| 21    | SUI  | Steve Locher           | 1:31,53 min |
| 23    | LIE  | Achim Vogt             | 1:31,77 min |
| 27    | LIE  | Jürgen Hasler          | 1:32,11 min |
| 62    | MEX  | Hubertus von Hohenlohe | 1:46,03 min |

Titelverteidiger: Atle Skårdal (NOR)

Datum: 3. Februar, 13:00 Uhr

Piste: „Kandahar Banchetta“

Länge: 2325 m, Höhenunterschied: 650 m

Tore: 45 - Kurssetzer: Kurt Engstler (AUT)
Am Start waren 79 Läufer, 66 von ihnen erreichten das Ziel.
Ausgeschieden u. a.: Daron Rahlves (USA)

### Riesenslalom
| Platz | Land | Sportler             | Zeit        |
| ----- | ---- | -------------------- | ----------- |
| 1     | SUI  | Michael von Grünigen | 2:48,23 min |
| 2     | NOR  | Lasse Kjus           | 2:49,35 min |
| 3     | AUT  | Andreas Schifferer   | 2:49,68 min |
| 4     | SUI  | Steve Locher         | 2:49,71 min |
| 5     | SUI  | Paul Accola          | 2:50,14 min |
| 6     | NOR  | Kjetil André Aamodt  | 2:50,17 min |
| 7     | AUT  | Hans Knauß           | 2:50,22 min |
| 8     | CAN  | Thomas Grandi        | 2:50,82 min |
| 9     | AUT  | Rainer Salzgeber     | 2:50,98 min |
| -     | -    | -                    | -           |
| 9     | LIE  | Achim Vogt           | 2:51,44 min |
| 16    | LIE  | Marco Büchel         | 2:55,21 min |

Titelverteidiger: Alberto Tomba (ITA)

Datum: 12. Februar, 10:00 Uhr (1. Lauf), 13:00 Uhr (2. Lauf)

Piste: „Sises 2“

Länge: 1400 m, Höhenunterschied: 450 m

Tore: 61 (1. Lauf), 60 (2. Lauf)
Gemeldet 110 Läufer, nach einem Verzicht waren 109 Läufer am Start, 58 von ihnen erreichten das Ziel.

Nach dem ersten Lauf führte Von Grünigen in 1:23,31 und 1,12 s. vor Locher; auf Rang 3 lag Kjus (+1,28) und Schifferer nahm nur Rang 9 ein (+1,74 s). Der Salzburger konnte sich mit Laufbestzeit noch auf den Bronzerang vorschieben (Kjus und Von Grünigen fuhren die zweite und dritte Zeit).
Ausgeschieden u. a.: Urs Kälin (SUI), Jure Košir (SLO), Siegfried Voglreiter (AUT), Patrick Holzer, Alberto Tomba (beide ITA), Harald Christian Strand Nilsen, Tom Stiansen (beide NOR), Alois Vogl (GER), Johan Wallner (SWE), Markus Eberle (GER), Daron Rahlves (USA), Andreas Ertl (GER), Patrik Järbyn (SWE), Kalle Palander (FIN), Alain Baxter (GBR), Hubertus von Hohenlohe (MEX) (alle im ersten Lauf)

### Slalom
| Platz | Land | Sportler               | Zeit        |
| ----- | ---- | ---------------------- | ----------- |
| 1     | NOR  | Tom Stiansen           | 1:51,70 min |
| 2     | FRA  | Sébastien Amiez        | 1:51,75 min |
| 3     | ITA  | Alberto Tomba          | 1:52,14 min |
| 4     | NOR  | Ole Kristian Furuseth  | 1:52,34 min |
| 5     | AUT  | Siegfried Voglreiter   | 1:52,65 min |
| 6     | AUT  | Thomas Stangassinger   | 1:53,02 min |
| 7     | SUI  | Michael von Grünigen   | 1:53,06 min |
| 8     | FRA  | François Simond        | 1:53,09 min |
| 9     | AUT  | Thomas Sykora          | 1:53,30 min |
| -     | -    | -                      | -           |
| 14    | GER  | Alois Vogl             | 1:53,75 min |
| 18    | SUI  | Paul Accola            | 1:55,02 min |
| 21    | SUI  | Andrea Zinsli          | 1:56,91 min |
| 41    | MEX  | Hubertus von Hohenlohe | 2:30,46 min |

Titelverteidiger: Alberto Tomba (ITA)

Datum: 15. Februar, 18:00 Uhr (1. Lauf), 21:00 Uhr (2. Lauf)

Piste: „Kandahar“

Länge: 650 m, Höhenunterschied: 210 m

Tore: 67 (1. Lauf), 71 (2. Lauf)
Es waren 103 Läufer gemeldet, von denen drei nicht ins Rennen gingen; somit waren 100 Läufer am Start, 42 von ihnen erreichten das Ziel.

Nach dem ersten Lauf führte Amiez vor Sykora, Stiansen, Stangassinger, Reiter, Košir und Tomba; Voglreiter lag auf Rang 14, Furuseth auf 16 (er konnte mit Laufbestzeit im 2. Durchgang noch Rang 4 erreichen).
Ausgeschieden u. a.: Pierrick Bourgeat (FRA), Thomas Grandi (CAN), Andreas Ertl (GER), Johan Wallner (SWE) (alle erster Lauf); Kjetil André Aamodt (NOR), Martin Hansson (SWE), Bruno Kernen (SUI), Kiminobu Kimura (JPN), Mario Reiter (AUT), Gerhard Speiser (GER) (alle zweiter Lauf)

Disqualifiziert (u. a.): Markus Eberle (GER), Konrad Kurt Ladstätter (ITA) (alle erster Lauf)

### Kombination
| Platz | Land | Sportler             | Zeit A        | Zeit S        | Gesamt      |
| ----- | ---- | -------------------- | ------------- | ------------- | ----------- |
| 1     | NOR  | Kjetil André Aamodt  | 1:37,37 (2.)  | 1:33,03 (2.)  | 3:10,40 min |
| 2     | SUI  | Bruno Kernen         | 1:37,62 (3.)  | 1:33,06 (3.)  | 3:10,68 min |
| 3     | AUT  | Mario Reiter         | 1:39,67 (25.) | 1:32,02 (1.)  | 3:11,69 min |
| 4     | AUT  | Christian Mayer      | 1:38,48 (8.)  | 1:33,32 (5.)  | 3:11,80 min |
| 5     | NOR  | Lasse Kjus           | 1:37,62 (3.)  | 1:34,50 (7.)  | 3:12,12 min |
| 6     | SUI  | Paul Accola          | 1:38,34 (6.)  | 1:35,30 (9.)  | 3:13,64 min |
| 7     | NOR  | H. C. Strand Nilsen  | 1:39,49 (22.) | 1:34,57 (8.)  | 3:14,06 min |
| 8     | NOR  | Finn Christian Jagge | 1:40,05 (26.) | 1:34,17 (6.)  | 3:14,22 min |
| -     | -    | -                    | -             | -             | -           |
| 14    | SUI  | Markus Hermann       | 1:38,76 (16.) | 1:39,03 (13.) | 3:17,79 min |

Titelverteidiger: Marc Girardelli (LUX) (nicht angetreten; stand kurz vor seinem Rücktritt)

Datum: 6. Februar, 12:00 (Abfahrt)
6. Februar, 18:00 Uhr / 21:00 Uhr (Slalom)
Abfahrtsstrecke: „Kandahar Banchetta G. Nasi“

Start: 2686 m; Ziel: 1886 m; Streckenlänge: 2965 m, Höhenunterschied: 800 m

Tore: 33 – Kurssetzer: Sepp Messner (FIS)
Slalomstrecke: „Slalom Kandahar“

Starthöhe 2210 m, Zielhöhe 2030 m; Höhenunterschied: 180 m; Länge: 600 m

Tore: 58 (1. Lauf; Kurssetzer Louis Monney, SUI), 55 (2. Lauf; Kurssetzer Biagio Montagnoli, ITA)
Am Start waren 57 Läufer, 25 klassierten sich.
Nicht im Klassement (alle nach dem Slalom) wie folgt:

Nicht angetreten: Stefan Kraus (GER)

Ausgeschieden u. a. Ed Podivinsky (CAN), Werner Franz (AUT), Patrik Järbyn (SWE) (erster Lauf), Hubertus von Hohenlohe (MEX) (zweiter Lauf)

Disqualifiziert u. a.: Jürgen Hasler (LIE) (erster Lauf); Günther Mader (AUT), Kalle Palander (FIN) (zweiter Lauf)

## Frauen

### Abfahrt
| Platz | Land | Sportlerin            | Zeit        |
| ----- | ---- | --------------------- | ----------- |
| 1     | USA  | Hilary Lindh          | 1:41,18 min |
| 2     | SUI  | Heidi Zurbriggen      | 1:41,24 min |
| 3     | SWE  | Pernilla Wiberg       | 1:41,44 min |
| 4     | ITA  | Isolde Kostner        | 1:41,59 min |
| 5     | GER  | Katja Seizinger       | 1:41,75 min |
| 6     | RUS  | Warwara Selenskaja    | 1:42,07 min |
| 7     | FRA  | Carole Montillet      | 1:42,08 min |
| 8     | AUT  | Renate Götschl        | 1:42,29 min |
| 9     | GER  | Katharina Gutensohn   | 1:42,76 min |
| -     | -    | -                     | -           |
| 11    | GER  | Regina Häusl          | 1:43,21 min |
| 13    | AUT  | Stefanie Schuster     | 1:43,40 min |
| 15    | GER  | Hilde Gerg            | 1:43,42 min |
| 16    | AUT  | Michaela Dorfmeister  | 1:43,59 min |
| 17    | AUT  | Alexandra Meissnitzer | 1:43,61 min |
| 20    | SUI  | Catherine Borghi      | 1:44,48 min |
| 31    | SUI  | Marlies Oester        | 1:45,96 min |

Titelverteidigerin: Picabo Street (USA) (nach Oberschenkelbruch und Kreuzbandriss beim Super-G in Lake Louise am 1. Dezember 1996 nicht am Start)

Datum: 15. Februar, 10:30 Uhr

Piste: „Kandahar Banchetta G. Nasi“

Start: 2686 m, Ziel: 1886 m; Länge: 2965 m, Höhenunterschied: 800 m

Tore: 33 – Kurssetzer: Jan Tischhauser (FIS)
Am Start waren 37 Läuferinnen, alle erreichten das Ziel.
Siegerin Hilary Lindh war zwar als Medaillengewinnerin in der Olympiaabfahrt 1992 (Silber) und WM-Abfahrt 1996 (Bronze) keine Unbekannte, jedoch lag ihr letzter Sieg vom Dezember 1994 zurück, und in der laufenden Saison hatte sie überhaupt nur ein Top-Resultat, dieses allerdings in der letzten Abfahrt vor den Weltmeisterschaften mir Rang 3 in Laax. Mit Nr. 14 profitierte sie von der besser werdenden Sicht wie auch die anderen Medaillengewinnerinnen (Zurbriggen Nr. 18, Wiberg Nr. 19), während Seizinger (Nr. 12) doch noch leicht benachteiligt war.

### Super-G
| Platz | Land | Sportlerin            | Zeit        |
| ----- | ---- | --------------------- | ----------- |
| 1     | ITA  | Isolde Kostner        | 1:23,50 min |
| 2     | GER  | Katja Seizinger       | 1:23,58 min |
| 3     | GER  | Hilde Gerg            | 1:23,64 min |
| 4     | FRA  | Carole Montillet      | 1:23,98 min |
| 5     | GER  | Katharina Gutensohn   | 1:24,00 min |
| 6     | AUT  | Renate Götschl        | 1:24,24 min |
| 7     | SWE  | Pernilla Wiberg       | 1:24,47 min |
| 8     | AUT  | Michaela Dorfmeister  | 1:24,53 min |
| -     | -    | -                     | -           |
| 11    | SUI  | Heidi Zurbriggen      | 1:25,17 min |
| 13    | AUT  | Alexandra Meissnitzer | 1:25,26 min |
| 15    | SUI  | Madlen Summermatter   | 1:25,34 min |
| 16    | GER  | Martina Ertl          | 1:25,47 min |
| 19    | AUT  | Stefanie Schuster     | 1:25,85 min |
| 23    | LIE  | Birgit Heeb           | 1:26,43 min |
| 28    | SUI  | Catherine Borghi      | 1:26,79 min |

Titelverteidigerin: Isolde Kostner (ITA)

Datum: 11. Februar, 13:00 Uhr

Piste: „Kandahar Banchetta“

Länge: 2081 m, Höhenunterschied: 550 m

Tore: 33 – Kurssetzer: Stephan Kurz (GER)
Es waren 50 Läuferinnen gemeldet, nach Startverzicht von 2 Läuferinnen waren 48 Läuferinnen am Start; 44 von ihnen erreichten das Ziel.
Von den prominenteren Läuferinnen fiel nur Mojca Suhadolc (SLO) aus.

### Riesenslalom
| Platz | Land | Sportlerin           | Zeit        |
| ----- | ---- | -------------------- | ----------- |
| 1     | ITA  | Deborah Compagnoni   | 2:39,19 min |
| 2     | SUI  | Karin Roten          | 2:39,99 min |
| 3     | FRA  | Leïla Piccard        | 2:40,95 min |
| 4     | AUT  | Anita Wachter        | 2:41,10 min |
| 5     | GER  | Katja Seizinger      | 2:41,25 min |
| 6     | SWE  | Pernilla Wiberg      | 2:41,34 min |
| 7     | ITA  | Isolde Kostner       | 2:41,61 min |
| 8     | SUI  | Sonja Nef            | 2:41,64 min |
| -     | -    | -                    | -           |
| 12    | GER  | Martina Ertl         | 2:42,17 min |
| 13    | SUI  | Heidi Zurbriggen     | 2:42,23 min |
| 14    | GER  | Hilde Gerg           | 2:42,72 min |
| 16    | SUI  | Catherine Borghi     | 2:44,41 min |
| 17    | AUT  | Michaela Dorfmeister | 2:44,69 min |

Titelverteidigerin: Deborah Compagnoni (ITA)

Datum: 9. Februar, 10:00 Uhr (1. Lauf), 13:00 Uhr (2. Lauf)

Piste: „Sises 2“

Start 2430 m; Ziel: 2030 m; Länge: 1337 m, Höhenunterschied: 400 m

Tore: 58 (1. Lauf; Kurssetzer Thierry Meynet, SUI), 57 (2. Lauf; Kurssetzer Sepp Hanser, AUT)
Nach dem Startverzicht von Henna Raita (FIN) waren 67 Läuferinnen am Start, 32 von ihnen erreichten das Ziel.

Das Klassement des ersten Laufes lautete: Compagnoni 1:17,64; Roten +0,73 s; Wachter +1,11 s; Piccard lag mit 1,94 s Rückstand auf Rang 12 und konnte mit Laufbestzeit (vor Compagnoni) noch Bronze gewinnen.
Ausgeschieden u. a.: Annemarie Gerg (GER), Birgit Heeb (LIE), Karen Putzer (ITA), Ana Galindo Santolaria (ESP) (alle erster Lauf), Kirsten Clark (USA), Marianne Kjørstad (NOR), Karin Köllerer (AUT), Katja Koren (SLO), Barbara Merlin (ITA), Ylva Nowén (SWE), Tanja Poutiainen (FIN), Stefanie Schuster (AUT) (zweiter Lauf). Warwara Selenskaja (RUS) wurde nach dem ersten Lauf disqualifiziert, Sabina Panzanini (ITA) als 16. des ersten Durchgangs trat zum zweiten Lauf nicht mehr an.

### Slalom
| Platz | Land | Sportlerin         | Zeit        |
| ----- | ---- | ------------------ | ----------- |
| 1     | ITA  | Deborah Compagnoni | 1:43,88 min |
| 2     | ITA  | Lara Magoni        | 1:45,15 min |
| 3     | SUI  | Karin Roten        | 1:45,48 min |
| 4     | FRA  | Patricia Chauvet   | 1:45,70 min |
| 5     | AUT  | Elfi Eder          | 1:45,98 min |
| 6     | GER  | Hilde Gerg         | 1:46,09 min |
| 7     | ITA  | Morena Gallizio    | 1:46,10 min |
| 8     | NOR  | Trine Bakke        | 1:46,14 min |
| -     | -    | -                  | -           |
| 10    | AUT  | Ingrid Salvenmoser | 1:46,51 min |
| 15    | GER  | Sibylle Brauner    | 1:48,05 min |
| 16    | GER  | Annemarie Gerg     | 1:48,62 min |
| 19    | SUI  | Martina Accola     | 1:49,53 min |
| 22    | AUT  | Anita Wachter      | 1:50,32 min |

Titelverteidigerin: Pernilla Wiberg (SWE)

Datum: 5. Februar, 18:00 Uhr (1. Lauf), 21:00 Uhr (2. Lauf)

Piste: „Kandahar“

Start 2210 m; Ziel: 2030 m; Länge: 480 m, Höhenunterschied: 180 m

Tore: 65 (1. Lauf; Kurssetzer Erik Skaslien, Nor), 62 (2. Lauf; Kurssetzer Mats Hansson, SWE)
Am Start waren 70 Läuferinnen, 42 von ihnen erreichten das Ziel.

Nach dem ersten Lauf führte Roten mit 52,67 s und 0,05 s vor Compagnoni; Dritte war Eder (+0,08); es folgten Oester, Riegler, Egger und Magoni (+0,46 s), Chauvet, Wiberg und Hilde Gerg (+1,18 s). Wachter lag nur auf Rang 28 (+2,78 s). Im zweiten Lauf gab es mit Compagnoni vor Gallizio und Magoni drei Italienerinnen an der Spitze.
Ausgeschieden u. a.: Ylva Nowén (SWE), Sonja Nef (SUI), Kristina Koznick (USA), Zali Steggall (AUS), Stefanie Wolf (GER) (alle erster Lauf); Nataša Bokal (SLO), Sabine Egger (AUT), Andrine Flemmen (NOR), Katja Koren (SLO), Marlies Oester (SUI), Claudia Riegler (NZL), Pernilla Wiberg (SWE) (alle zweiter Lauf)

### Kombination
| Platz | Land | Sportlerin           | Zeit A        | Zeit S        | Gesamt      |
| ----- | ---- | -------------------- | ------------- | ------------- | ----------- |
| 1     | AUT  | Renate Götschl       | 1:34,63 (2.)  | 1:28,75 (7.)  | 3:03,38 min |
| 2     | GER  | Katja Seizinger      | 1:35,15 (4.)  | 1:28,27 (4.)  | 3:03,42 min |
| 3     | GER  | Hilde Gerg           | 1:35,24 (5.)  | 1:28,22 (3.)  | 3:03,46 min |
| 4     | ITA  | Morena Gallizio      | 1:37,76 (11.) | 1:25,92 (1.)  | 3:03,68 min |
| 5     | SUI  | Marlies Oester       | 1:36,84 (7.)  | 1:26,89 (2.)  | 3:03,73 min |
| 6     | FRA  | Florence Masnada     | 1:34,13 (1.)  | 1:29,79 (10.) | 3:03,92 min |
| 7     | GER  | Miriam Vogt          | 1:34,97 (3.)  | 1:29,72 (9.)  | 3:04,69 min |
| 8     | SUI  | Catherine Borghi     | 1:37,87 (12.) | 1:28,28 (5.)  | 3:06,15 min |
| 9     | GER  | Sibylle Brauner      | 1:37,67 (10.) | 1:28,55 (6.)  | 3:06,22 min |
| 10    | AUT  | Anita Wachter        | 1:37,50 (9.)  | 1:29,64 (8.)  | 3:07,14 min |
| -     | -    | -                    | -             | -             | -           |
| 12    | AUT  | Michaela Dorfmeister | 1:36,83 (6.)  | 1:32,47 (13.) | 3:09,30 min |

Titelverteidigerin: Pernilla Wiberg (SWE)

Datum: 15. Februar, 13:00 (Abfahrt)
13. Februar, 18:00 Uhr / 21:00 Uhr (Slalom)
Abfahrtsstrecke: „Kandahar Banchetta G. Nasi“

Start: 2536 m, Ziel: 1886 m; Streckenlänge: 2560 m, Höhenunterschied: 650 m

Tore: 30 – Kurssetzer: Jan Tischhauser (FIS)
Slalomstrecke: „Slalom Kandahar“

Start: 2170 m, Ziel: 2130 m; Länge: 480 m, Höhenunterschied: 140 m

Tore: 53 (1. Lauf; Kurssetzer Adret Maurice, FRA), 53 (2. Lauf; Kurssetzer Karl Leiter, ITA)
Am Start waren 23 Läuferinnen; nach dem Slalom verblieben 19 Läuferinnen, die sich alle klassierten.
Ausgeschieden u. a.: Ingeborg Helen Marken (NOR), Pernilla Wiberg (SWE) (beide im ersten Slalom-Durchgang)

## Medaillenspiegel
| Platz | Land               | Gold | Silber | Bronze | Gesamt |
| ----- | ------------------ | ---- | ------ | ------ | ------ |
| 1     | Norwegen           | 3    | 3      | –      | 6      |
| 2     | Italien            | 3    | 1      | 2      | 6      |
| 3     | Schweiz            | 2    | 3      | 1      | 6      |
| 4     | Österreich         | 1    | –      | 3      | 4      |
| 5     | Vereinigte Staaten | 1    | –      | –      | 1      |
| 6     | Deutschland        | –    | 2      | 2      | 4      |
| 7     | Frankreich         | –    | 1      | 1      | 2      |
| 8     | Schweden           | –    | –      | 1      | 1      |